# Questlove
Questlove o ?uestlove, pseudonimo di Ahmir Khalib Thompson (Filadelfia, 20 gennaio 1971), è un batterista, disc-jockey, produttore discografico e giornalista musicale statunitense.
È il batterista del gruppo hip-hop The Roots ed ha prodotto artisti come Common, D'Angelo e, recentemente, anche Al Green. Ha fatto il suo debutto da regista con il documentario Summer of Soul, vincitore dell'Oscar per il miglior documentario nel 2022.

## Biografia

### Gli inizi
Suo padre, Lee Andrews, è stato il leader dei Lee Andrews & the Hearts, uno dei più grandi gruppi doo-wop degli anni cinquanta. Durante l'infanzia i suoi genitori non vollero mai affidarlo ad una babysitter preferendo portarlo sempre con loro anche in tour. In questo modo crebbe nei backstages degli spettacoli di doo-wop e iniziò a familiarizzare con la batteria: all'età di due anni iniziò a suonarla, a sette anni iniziò a suonare in pubblico e a 13 anni divenne già un direttore musicale.
Al fine di sviluppare e consolidare le sue doti artistiche i suoi genitori lo iscrissero alla "Philadelphia High School for the Creative and Performing Arts". Durante gli anni di studio fondò, con il suo amico Tariq Trotter (Black Thought), una band chiamata "The Square Roots" (più tardi il nome perse l'aggettivo "square"). Fra i suoi compagni di classe alla "Philadelphia High School for the Creative and Performing Arts" ci furono Boyz II Men, il bassista jazz Christian McBride e l'organista jazz Joey DeFrancesco.
Questlove iniziò a suonare in South Street a Filadelfia (vicino al Greenwich Village) usando la batteria mentre Tariq rimava sui suoi ritmi.

### La carriera da professionista
La formazione dei Roots venne presto completata con Questlove alla batteria, Tariq Trotter e Malik B alle voci, Josh Abrams (Rubber Band) al basso (venne poi sostituito da Leonard Hubbard nel 1994) e Scott Storch alle tastiere. Nel 1993 durante uno show in Germania registrarono il loro primo album "Organix", distribuito poi dalla Relativity Records.
Nel 2006 collabora con il cantante italiano Zucchero Fornaciari per la registrazione del brano Un kilo, contenuto nell'album Fly del bluesman reggiano. Ha lavorato anche con Macy Gray, Amy Winehouse, Corinne Bailey Rae, Nikka Costa e Paolo Nutini.

## Filmografia
- Summer of Soul (Summer of Soul (...Or, When the Revolution Could Not Be Televised)) (2021)

## Riconoscimenti
- Premio Oscar
  - 2022- Oscar al miglior documentario per "Summer of Soul"

- Grammy Awards
  - 2023- Candidatura al miglior album parlato per "Music is History"

- Guldbagge
  - 2011 – Migliore musica originale (The Black Power Mixtape 1967–1975)